# Batalla de Las Navas de Tolosa (Van Halen)
La Batalla de Las Navas de Tolosa es un óleo sobre lienzo de 1864 del pintor español Francisco de Paula Van Halen.
Representa la batalla de las Navas de Tolosa (16 de julio de 1212), una victoria decisiva de las fuerzas cristianas, lideradas por los monarcas Alfonso VIII de Castilla, Pedro II de Aragón y Sancho VII de Navarra, contra un ejército numéricamente superior del califa almohade Muhammad an-Nasir.
En el primer plano (centro-derecha) del cuadro, se ve al rey Alfonso VIII a caballo y, junto a él, también a caballo, al arzobispo de Toledo, Rodrigo Jiménez de Rada, con su mano derecha levantada.
Perteneciente al Museo del Prado, y considerada una de las obras más representativas de Van Halen, participó en la Exposición Nacional de Bellas Artes de 1864, y por Real Orden de 22 de febrero de 1865 fue adquirida por el Estado para el Museo Nacional (Museo de la Trinidad), por 8000 reales. Tras la disolución de este en 1872, fue traspasada, junto con el resto de sus fondos, al Prado, que en 1878 la entregó en depósito al Senado, en cuyo palacio se exhibe desde entonces. Mide 200 x 282 cm.